# Mácsai András
Mácsai András (1903. – 1963. április 8.) magyar labdarúgó, labdarúgóedző, a Ferencvárosi TC csatára. 
Miután visszavonult az aktív játéktól, megszerezte az edzői képesítést és évtizedekig oktatóként dolgozott. Huzamosabb ideig edzősködött az Elektromosban, ahol nemcsak számos tehetséges labdarúgót, hanem edzőket is nevelt. A Népsportban megjelent nekrológja az egyik legismertebb magyar edzőként jellemzi. A rákoskeresztúri Új köztemetőben helyezték nyugalomra.

## Sikerei, díjai
- Ferencvárosi TC:
  - Magyar labdarúgó-bajnokság bajnok: 1925–26